# Балочка лугова
Балочка лугова — ботанічна пам'ятка природи місцевого значення в Україні. Об'єкт розташований на території Бердянського району Запорізької області, біля селища Шовкове.
Площа — 1 га, статус отриманий у 1982 році.